# Somatochlora septentrionalis
Somatochlora septentrionalis ist eine Libellenart aus der Familie der Falkenlibellen (Corduliidae), die zu den Großlibellen (Anisoptera) gehören.

## Merkmale
Die Imago von Somatochlora septentrionalis misst zwischen 39 und 48 Millimeter, wovon 29 bis 37 Millimeter auf den Hinterleib (Abdomen) entfallen, was innerhalb der Gattung relativ klein ist. Die ersten Segmente des leuchtend braunen Abdomens sind geschwollen und mit schwarzen Ringen versehen. Die weiteren Segmente schimmern auf der Oberseite metallisch dunkelgrün und sind auf der Unterseite gelb-braun.
Der Teil des Brustkorbes (Thorax) an dem die Flügel ansetzen, der sogenannte Pterothorax ist dicht mit weißem Haar bedeckt. Die Seiten sind grün und besitzen eine helle Musterung. Die Beine sind schwarz. Nur die Femora des vorderen Beinpaares sind gelblich. Die Hinterflügel messen 26 bis 30 Millimeter. Die Flügel sind durchsichtig und besitzen eine gelbe Costalader sowie ein gelb-braunes Flügelmal (Pterostigma). Bei den Männchen kommt dazu noch ein schwarzer Fleck im Bereich des Analdreiecks.
Im metallisch dunkelgrünen Gesicht ist nur ist nur der Anteclypeus hell; die Stirn (Frons) zieren zwei große gelbe Flecken auf den Seiten. Der Hinterkopf (Occiput) ist schwarz.

## Verbreitung und Flugzeit
Die Art ist in Kanada beheimatet. Sie ist nicht sehr häufig. Ihr Verbreitungsgebiet reicht vom Yukon-Territorium und British Columbia im Westen bis nach Neufundland und Labrador im Osten. Südlich ist sie bis Nova Scotia und die nördlichen Teile von Québec sowie Ontarios zu finden. Auch im Norden Albertas und der anderen Prärieprovinzen gibt es Funde von Somatochlora septentrionalis. Sie lebt in borealen Wäldern und fliegt zwischen Juni und Oktober.

## Ähnliche Arten
Somatochlora septentrionalis ist von Somatochlora whitehousei schwer zu unterscheiden. Die Weibchen von Somatochlora septentrionalis haben keinen Ovipositor wie die von Somatochlora whitehousei.